# 자동기상관측장비

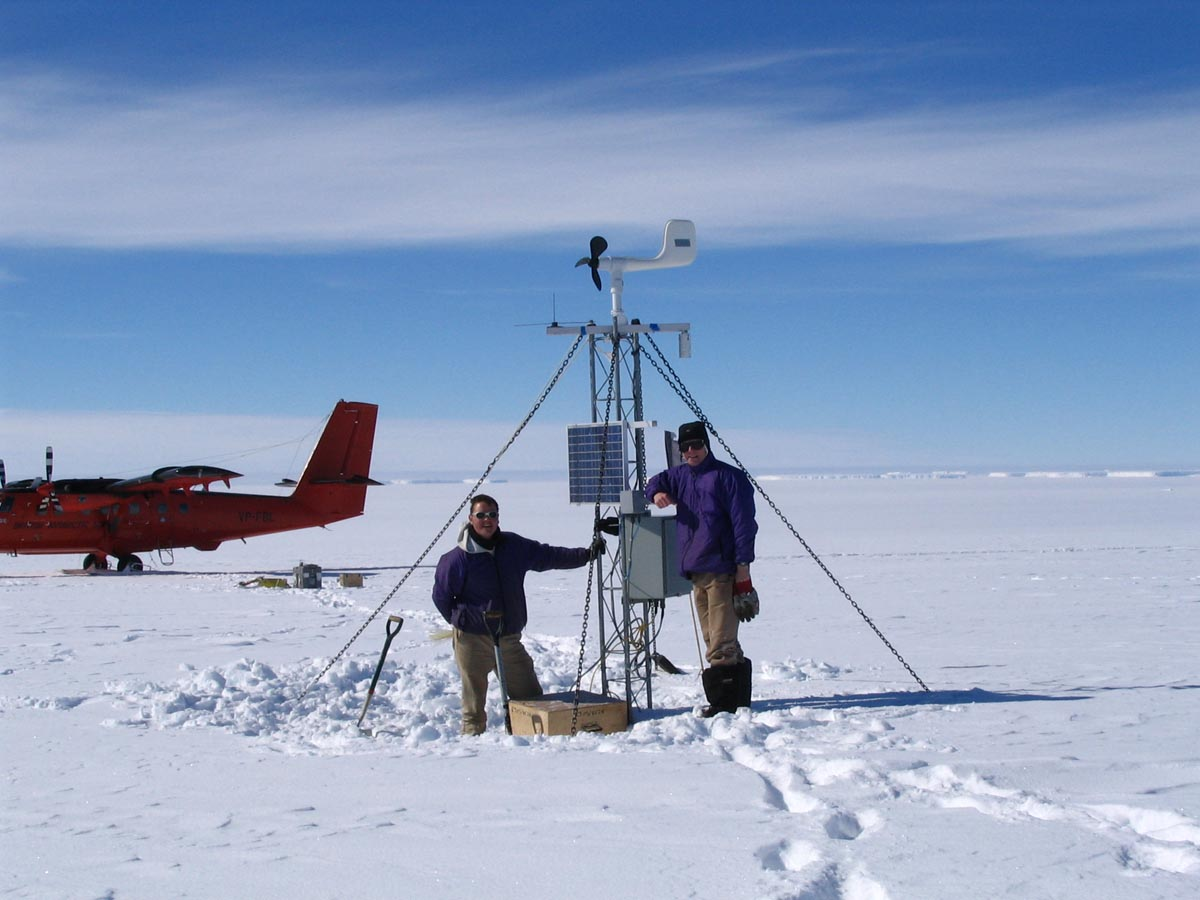
남극의 자동기상관측장비

자동기상관측장비(自動氣象觀測裝備, automatic weather station, AWS)는 컴퓨터를 통해 자동으로 기상 관측이 가능하게 하는 장비이다. 노동력을 절감하거나 거리가 먼 지역으로부터 측정을 가능케 하기 위해 전통적인 기상관측소를 자동화한 것이다. 이 장비가 설치된 장소는 자동기상관측소로 불린다. 원래 이 장비는 사람이 접근하기 힘든 장소나 기상관측소가 없는 지역에 설치되었다. 그러나 요즘에는 유인 기상관측소에 이 장비가 설치되면서 적은 비용으로도 관측의 정확성이 높아졌으며, 기존의 기상관측소들이 이 장비를 통해 기상 관측이 자동화되어 가는 추세이다.

## 국가별 현황

### 대한민국
기상청 주도로 전국 각 시·군·구에 500여 개를 설치하여 관측하고 있으며, 다른 기관에서 기관의 목적에 따라 자동기상관측장비를 운영하고 있다. 기상청에서 운영하는 자동기상관측장비의 경우, 기본적인 기상 관측 요소인 기온, 강수량 및 강수유무, 풍향, 풍속을 주로 관측한다. 최근에는 전국 각 시·군의 주요 자동기상관측장비에 습도계를 달아 습도도 관측하는 추세이며, 일부 장비는 해면기압도 관측한다.

#### 종관기상관측장비
종관기상관측장비(綜觀氣象觀測裝備, ASOS: Automated Synoptic Observing System)는 주로 지방 기상청, 기상대, 기상관측소 등의 기상 관서에서 운용하며, 자동기상관측장비의 일종이지만 더 많은 기상 관측 요소를 관측한다.

## 같이 보기
- 기상관측소
- 대한민국 기상청
- 일기예보관